# Klenje (Bela Palanka)
Pour les articles homonymes, voir Klenje.
Klenje (en serbe cyrillique : Клење) est un village de Serbie situé dans la municipalité de Bela Palanka, district de Pirot. Au recensement de 2011, il comptait 26 habitants.

## Démographie
| 1948 | 1953 | 1961 | 1971 | 1981 | 1991 | 2002 | 2011 |
| ---- | ---- | ---- | ---- | ---- | ---- | ---- | ---- |
| 310  | 300  | 275  | 176  | 112  | 72   | 54   | 26   |

|  |